# Streetlight Manifesto
Streetlight Manifesto ist eine 2002 gegründete Ska-Punk-Band aus New Jersey.

## Bandgeschichte
Entstanden ist die Gruppe je zur Hälfte aus ehemaligen Mitgliedern der ebenfalls in New Jersey beheimateten Ska-Punk-Bands Catch 22 (Tomas Kalnoky, Jamie Egan und Josh Ansley) und One Cool Guy (Dan Ross, Pete Sibilia und Stu Karmatz), wobei letztere damals bereits aufgelöst war.
Die Band nahm zunächst eine unbetitelte Demo mit vier Songs auf. Noch bevor man sich an die Arbeit zum ersten Album machte, verließen Karmatz und Sibilia die Band wieder. Sie wurden durch Paul Lowndes und Jim Conti ersetzt, mit denen man sich nun an die Aufnahmen des ersten Albums Everything Goes Numb machte, welches im Herbst 2003 erschien und Streetlight schnell zu einer populären neuen Bands des Ska-Punk machte, was wohl nicht zuletzt am Ruf von Songwriter Kalnoky lag, dem Ähnliches bereits 1998 mit seiner damaligen Band Catch 22 und deren Debütalbum Keasbey Nights gelungen war.
Der Einfluss Kalnokys auf beide Alben (Keasbey Nights von Catch 22 und Everything Goes Numb von Streetlight Manifesto) und die daraus entstehenden Parallelen sind deutlich zu erkennen. Hierzu vergleiche man beispielsweise das dritte Lied von Keasbey Nights mit dem dritten von Everything Goes Numb.
Catch 22 – Keasbey Nights:

“When they come for me I’ll be sitting at my desk with a gun in my hand wearing a bullet proof vest singing my my my how the time does fly when you know you’re going to die by the end of the night.”

Streetlight Manifesto – Point/Counterpoint:

“So I waited by the phone but that phone never rang

And I sang so loud so I wouldn't hear the bang

When the bang never came and I never got the call: Fuck it! Thank you! I love you all!”

2004 nahm man den Posaunisten Mike Soprano als zusätzlichen Bläser ins Line-up auf. Im Laufe des Jahres gaben Streetlight Manifesto ihre ersten Auftritte, fast ausschließlich in Städten der US-amerikanischen Ostküste. Außerdem verließen Paul Lowndes und Josh Ansley die Band; für sie kamen Chris Thatcher und Chris Paszik. Anfang 2005 ging auch Jamie Egan, er wurde durch Delano Bonner ersetzt. Die vielen Änderungen im Lineup taten der Begeisterung der Fans aber keinen Abbruch, und so gingen Streetlight Manifesto im April/Mai 2005 auf ihre erste große Tour, bei der sie etwa 30 Konzerte in Europa, größtenteils in England und Deutschland, spielten. Vor der Tour musste Dan Ross die Band aufgrund familiärer Probleme verlassen, Mike Brown wurde sein Nachfolger. Während der Europatour kam es zu weiteren Problemen, die dazu führten, dass die Band den Großteil der Tour ohne Delano Bonner und Jim Conti, dessen Vater kurz zuvor verstorben war, absolvieren musste.
Am 7. März 2006 erschien das Album Keasbey Nights. Es handelt sich dabei um eine Neuaufnahme des 1998 unter gleichem Namen erschienenen Albums von Catch 22. Stellenweise wurden neue Strophen und Soli eingefügt, alte Soli abgewandelt. Zudem ist die Produktionsqualität der neuen CD höher als die des Originals. Neue Lieder sind allerdings nicht enthalten.
Unter dem Namen Somewhere in the Between veröffentlichte Streetlight Manifesto ihr drittes Album am 13. November 2007.
Nachdem sie die gleichnamige Tour in Amerika bestritten hatten, spielten sie zusammen mit Reel Big Fish im Rahmen ihrer Europatour auch in einigen deutschen Städten.

## Diskografie
- Demo (2002), EP
- Everything Goes Numb (26. August 2003; Victory Records)
- Keasbey Nights (7. März 2006; Victory Records)
- Somewhere in the Between (13. November 2007; Victory Records)
- 99 Songs of Revolution (12. März 2010; Victory Records)
- The Hands That Thieve (30. April 2013, Victory Records)